# Алі Каді
Алі Мохаммед Алі Аль Каді (араб. علي القاضي; 22 червня, 1988, Ель-Біра, Рамалла — 13 жовтня 2023, Сектор Гази) — палестинський терорист, командир воєнно-морського підрозділу ХАМАС «Нухба».

## Біографія
Каді був із Західного берега. У 2005 році Ізраїль заарештував його за його причетність до викрадення та вбивства бізнесмена Сассона Нуріеля. однак у 2011 році його було звільнено в рамках обміну полоненими Гілада Шаліта.
Брав участь у плануванні терактів в Ізраїлі, проведених 7 жовтня 2023 року. Підпорядкований йому підрозділ «Нухба» брав участь у боях у Зикимі, де штурмував військову базу «Бахад 4». 
13 жовтня 2023 року представники армії оборони Ізраїлю оголосили, що Каді був ліквідований в результаті атаки дронами.